# Amélie Nothomb
Amélie Nothomb (ur. 9 lipca 1966 w Etterbeek) – belgijska pisarka tworząca w języku francuskim.

## Życiorys
Dzięki swojemu ojcu, który był długoletnim ambasadorem Belgii, spędziła wiele lat swojego życia poza granicami rodzinnego kraju, m.in. w Japonii, Chinach, USA, Laosie, Mjanmie i Bangladeszu. Od 1992 regularnie każdego roku wydawane są jej powieści.
Cała jej rodzina wędrowała za ojcem ambasadorem po różnych krajach świata, głównie azjatyckich. Jej największą przyjaciółką przez te lata była starsza siostra. W wieku 17 lat odkryła Europę, a dokładniej Brukselę, gdzie czuje się chyba o wiele bardziej obco niż w krajach, gdzie ojciec przebywał na placówkach dyplomatycznych.
Rozpoczęła studia na filologii romańskiej na Université Libre de Bruxelles. Miała jednak duże kłopoty z zaaklimatyzowaniem się, czemu nie sprzyjało kojarzenie jej nazwiska z pradziadkiem – politykiem skrajnej prawicy. Zrażona atmosferą wróciła do Tokio, gdzie rozpoczęła pracę w jednym z wielkich japońskich przedsiębiorstw. Przykre doświadczenia z tej pracy przedstawiła później w książce Z pokorą i uniżeniem. Do Belgii powróciła znów w 1992, wtedy też wydała swoją pierwszą książkę Higiena mordercy. Debiutancka powieść stała się szybko bestsellerem. Odtąd Amélie Nothomb może utrzymywać się dzięki swojej pasji – pisaniu książek, które wydaje regularnie co rok. Każdego dnia poświęca cztery godziny pisaniu i twierdzi, że tworzy znacznie więcej niż publikuje.
Jej styl pisarski jest pedantyczny, przy czym akcja powieści jest jednocześnie bardzo żywiołowa. Pisarka zafascynowana jest brzydotą, której to fascynacji daje upust w opisach postaci. Jej historie są bardzo realistyczne, ale Nothomb nie oszczędza także siebie, często kpiąc z samej siebie na łamach powieści.
Amélie Nothomb mówi o sobie, że chciałaby być gąbką, by mogła wszystko wchłaniać bez zmęczenia, że ze swoimi powieściami jest w ciąży, że lubi przejrzałe owoce, które sprawiają, że może „zwymiotować swoje dzieła”. Dodaje przy tym, że to „wszystko prawda”.

## Twórczość
Podane polskie tytuły z datą ukazania się powieści w Polsce, wraz z ich francuskimi odpowiednikami i datą publikacji we Francji:
- Higiena mordercy, 2000 (Hygiène de l’assassin, 1992).
- Sabotaż miłosny, 2003 (Le sabotage amoureux, 1993).
- Les combustibles, 1994.
- Krasomówca, 2002 (Les catilinaires, 1995).
- Peplum, 2004 (Péplum, 1996).
- Attentat, 1997.
- Rtęć, 2001 (Mercure, 1998).
- Z pokorą i uniżeniem, 2000 (Stupeur et tremblements, 1999).
- Metafizyka rur, 2002 (Métaphysique des tubes, 2000).
- Kosmetyka wroga, 2002 (Cosmétique de l’ennemi, 2001).
- Słownik imion własnych, 2003 (Robert des noms propres, 2002).
- Antychrysta, 2004 (Antéchrista, 2003).
- Biografia głodu, 2005 (Biographie de la faim, 2004).
- Kwas siarkowy, 2006 (Acide sulfurique, 2005).
- Dziennik jaskółki, 2007 (Journal d’Hirondelle, 2006).
- Ani z widzenia, ani ze słyszenia, 2008 (Ni d’Ève ni d’Adam, 2007).
- Tak wyszło, 2009 (Le Fait du prince, 2008).
- Podróż zimowa, 2011 (Un Voyage d’hiver, 2009).
- Pewna forma życia, 2011 (Une forme de vie, 2010).
- Zabić ojca, 2013 (Tuer le père, 2011).
- Barbe-bleue, 2012.
- La Nostalgie heureuse, 2013.
- Pétronille, 2014
- Zbrodnia hrabiego Neville'a, 2016 (Le crime du comte Neville, 2015)
- Do pierwszej krwi, 2022 (Premier sang, 2021)

## Adaptacje kinowe
- 1999: Hygiène de l’assassin, film francuski, reż. François Ruggieri.
- 2003: Stupeur et tremblements, film francuski, reż. Alain Corneau.
- 2020: A perfect enemy, film hiszpański (anglojęzyczny), reż. Kike Maíllo

## Nagrody
- 1993: Prix René Fallet oraz Prix Alain-Fournier za Higienę mordercy.
- 1993: Prix Littéraire de la Vocation oraz Prix Jacques Chardonne za Sabotaż miłosny.
- 1999: Grand Prix du roman de l’Académie française za Z pokorą i uniżeniem.
- 2007: Prix de Flore za Ani z widzenia, ani ze słyszenia.
- 2008: Grand Prix Jean Giono za całokształt.
- 2021: Nagroda Renaudot za Premier Sang[2].